# Heidi Brühl
Heidi Brühl (Gräfelfing, 30 de enero de 1942 - Starnberg, 8 de junio de 1991) fue una cantante y actriz alemana, que saltó a la fama en su adolescencia y tuvo una prolífica carrera en el cine y la televisión. Ella también fue una artista muy exitosa en su época, y además fue mayormente conocida por haber representado a Alemania en el Festival de la Canción de Eurovisión 1963.

## Carrera
La primera aparición de Brühl fue en la película de 1954, Der letzte junto a Liselotte Pulver, pero se hizo mayormente conocida en Alemania gracias al papel de Dallli. Die von Mädels Immenhof fue una adaptación de la novela infantil del mismo nombre, de la escritora Ursula Bruns, donde Brühl fue partícipe en 1955 y que fue seguida por dos secuelas, Hochzeit auf Immenhof y Ferien auf Immenhof.
En 1959, obtuvo un contrato discográfico con el sello Philips Records y pudo lanzar su primer sencillo, "Chico Chico Charlie" que alcanzó el puesto #5. Al año siguiente, su canción "Wir Wollen niemals Auseinandergeh'n" o "We Will Never Part (Ring of Gold)" vendió más de un millón de copias y fue galardonado como disco de oro.
Brühl también coprotagonizó junto a Guy Williams la película de 1963, Captain Sindbad.

## Festival de la Canción de Eurovisión
Brühl participó por primera vez en la selección nacional para el Festival de la Canción de Eurovisión en el año 1960 junto al compositor Michael Jary con la canción "Wir wollen niemals auseinandergehen" (No queremos estar separados), que terminó en segundo lugar y que más tarde pasó a encabezar las listas de sencillos alemanes durante nueve semanas.
Ella participó nuevamente en el Festival de Eurovisión 1963 donde fue elegida para representar a su país con la canción "Marcel". Su canción obtuvo el 9° lugar con 5 puntos.

## Muerte
Brühl falleció producto de un cáncer de mama el 8 de junio de 1991, a los 49 años de edad.